# Venus prehistòrica

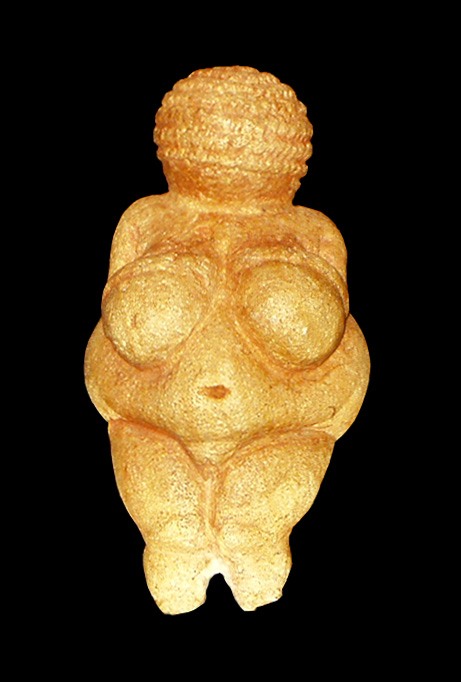
Venus de Willendorf

Les venus prehistòriques són figures estatuetes femenines d'ivori, pedra o terracota (segurament, també potser de fusta, però s'haurien perdut) prehistòriques, habituals en les societats paleolítiques, especialment en el Paleolític superior. Hi ha bibliografies en què se'n parla com de venus paleolítiques, però el fet és que algunes d'aquestes, com la Venus de Gavà, pertanyen al Neolític. Les venus paleolítiques constitueixen la principal categoria d'art mobiliari, superant el centenar d'exemplars, en el cas de les figures de ple volum, i els dos centenars si s'hi inclouen representacions parietals.

## Història
El primer descobriment va ser la Venus de Brassempouy, el 1893, per Édouard Piette. Quatre anys més tard, Salomó Reinach donava a conèixer les estàtues d'esteatita de les coves de Grimaldi. El 1908, va ser exhumada la famosíssima Venus de Willendorf, en un camp de loess de la vall del Danubi, a Àustria. Aquesta escultura, que s'ha convertit en una icona, anunciava el domini de les cultures femenines que s'estenien des dels Pirineus fins a les planes siberianes del llac Baikal.
La Venus de Hohle Fels és la més antiga de què es té constància, amb uns 75.000 anys d'antiguitat, en la cultura aurinyaciana, uns 5.000 anys anterior a les Venus gravetianes. Hi ha, però, representacions abstractes de figures humanes més antigues a Sud-àfrica. La majoria d'aquestes venus procedeixen dels períodes aurinyacià o gravetià del Paleolític superior europeu, tot i que també s'ha aplicat a figures semblants d'altres èpoques i cultures (com les venus de la cultura neolítica de Valdivia, a l'actual Equador, o la molt més antiga Venus de Berejat Ram). Igual que en molts artefactes semblants, és difícil determinar el seu significat cultural exacte, però és possible que es tractés d'amulets de fertilitat, seguretat i èxit, o potser de representacions de deessa. Van ser batejades amb el nom de Venus en estendre la noció que constituïen un ideal de bellesa prehistòric, i, encara que la idea ha estat rebutjada, la denominació de Venus hi persisteix. L'evidència més antiga de l'existència de mobles construïts és una Venus trobada al jaciment de Gagarino a Kazakhstan, que representa la deessa en posició asseguda, en un tron.
A Catalunya, la Venus de Gavà es va localitzar al jaciment arqueològic de les Mines Prehistòriques de Gavà, que es va trobar incompleta i trencada en diversos fragments, i totes les datacions li donen una cronologia entre els anys 4000 i 3750 aC, és a dir, al Neolític Mitjà Català (Sepulcres de Fossa).

## Descripció
La figura femenina pot ser relativament detallada o molt esquemàtica, però en general tenen els atributs sexuals molt marcats, i sovint en estat de gestació, quedant clarament destacats els pits, els malucs i els òrgans genitals. Però, també és comú que la resta de les seves parts del cos apareguin desdibuixades: els braços són molt petits, els peus amb prou feines es veuen, i la cara sol ser en general inexistent. Aquestes escultures tenen grandàries modestes, fins diminutes, oscil·lant entre els 4 i els 25 centímetres, aproximadament.

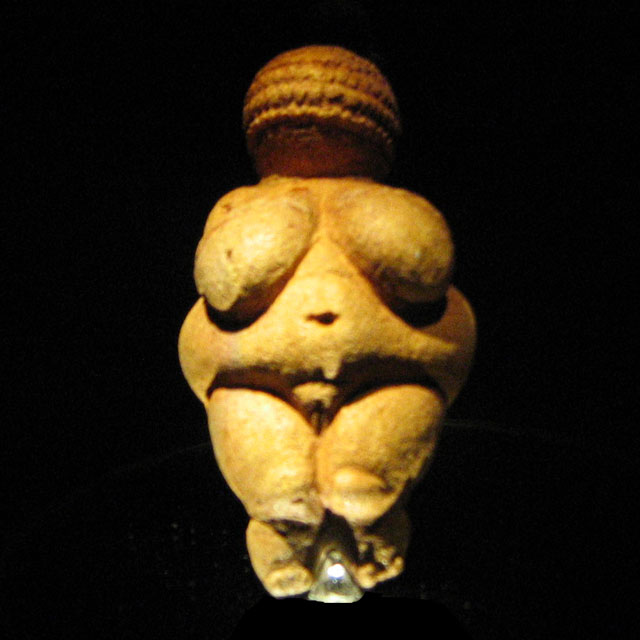
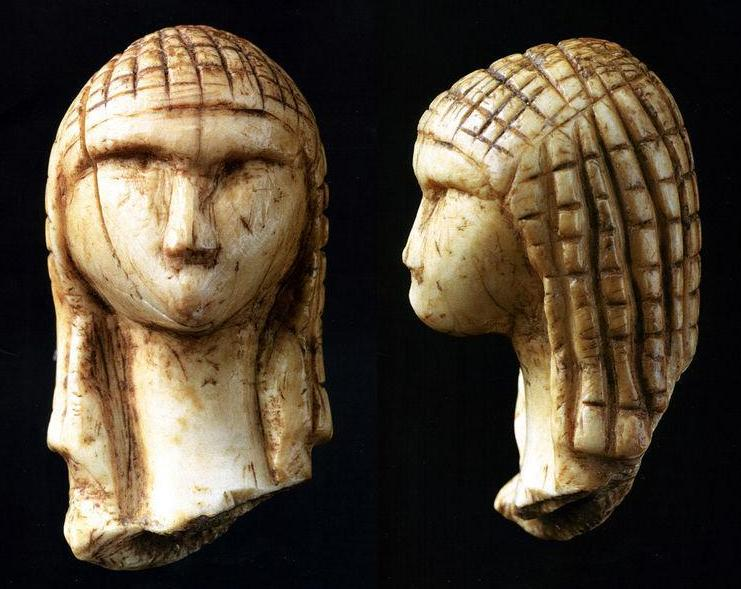
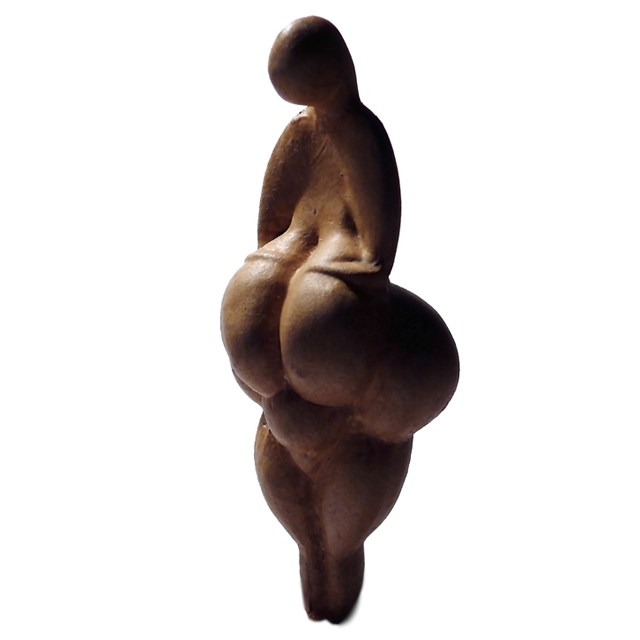
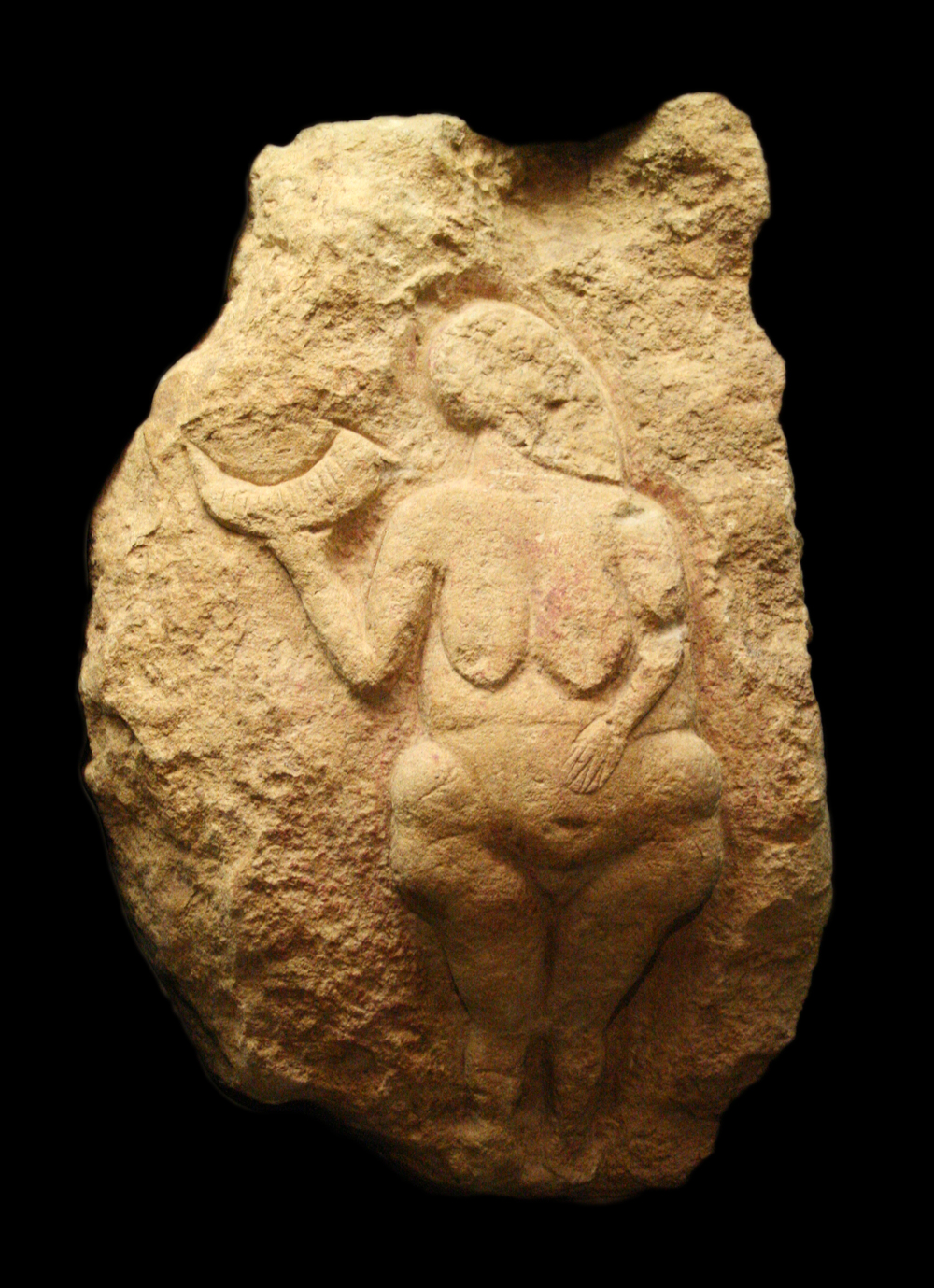
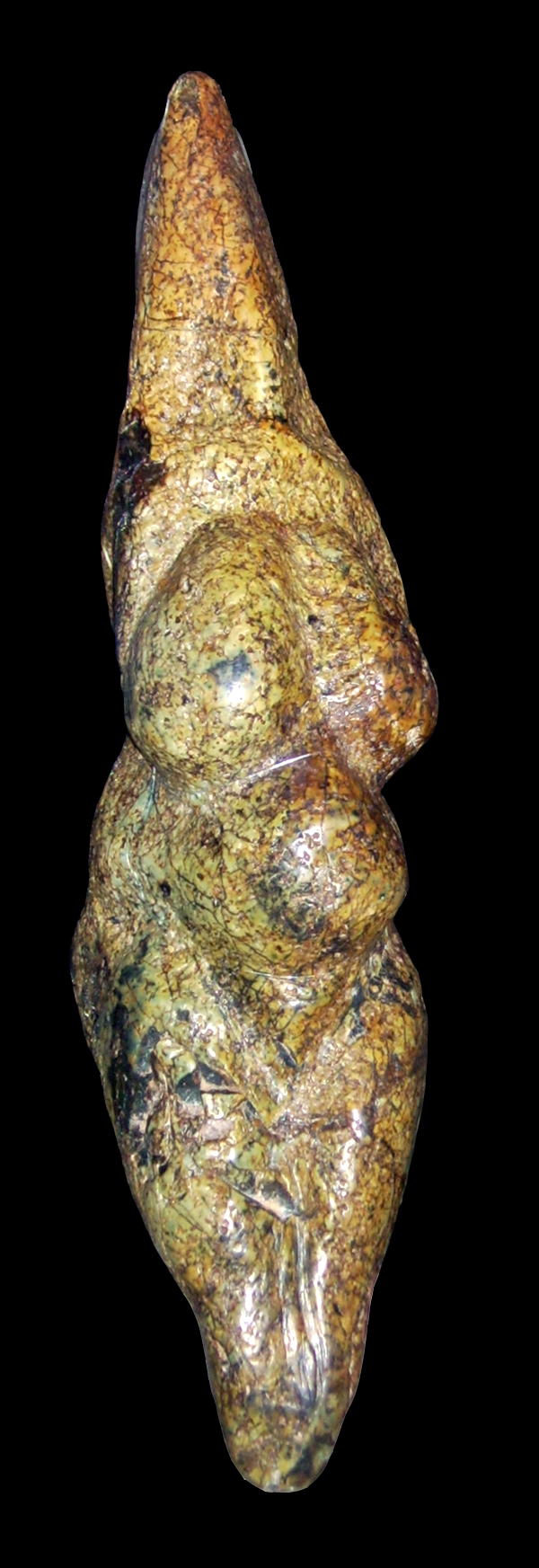

- Venus de Willendorf
- Venus de Brassempouy
- Venus de Lespugue
- Venus de Laussel
- Venus de Savignano

## Interpretació
Se sap que no eren objectes amb una utilitat pràctica productiva i han aparegut en llocs d'habitació i no en llocs d'enterrament. Podria ser que estiguessin a la vista de qualsevol; no serien, doncs, amulets recòndits o secrets (cosa que explicaria la seva enorme difusió geogràfica). No obstant això, poc més se'n pot dir. Totes les teories sobre la gran Deessa Mare, la deessa de la fertilitat o els cànons de bellesa són meres especulacions que no arriben, si més no, a ser formulades com a autèntiques hipòtesis científiques, ja que no hi ha manera d'establir procediments de contrastació, ni trobar-ne proves científiques, etc.
Les venus trobades en llocs com Willendorf, coronaven amuntegaments, potser altars. A Gagarino (Rússia), set venus van aparèixer repartides a l'interior d'una cabana de forma oval de més de cinc metres de llarg, com a amulets apotropaics per a cada un dels ocupants del lloc. Cas semblant és el de Mal'ta (llac Baikal), però en aquest cas les cabanes només tenien figuretes a la part esquerra de la barraca. No se'n poden citar gaires exemples més, ja que moltes d'aquestes estatuetes van ser descobertes quan les tècniques arqueològiques eren molt rudimentàries, encara que podem testificar que apareixen tant en assentaments a l'aire lliure com en coves.
Tant la Venus de Willendorf com la de Laussel estan pintades amb ocre vermell; la de Laussel apareix associada a una altra que sembla la seva imatge especular i a un home amb trets itifàl·lics. Aquesta associació d'home/dona + bisó sembla corroborar les interpretacions binàries d'André Leroi-Gourhan.

## Venus notables
| Nom                      | Edat (en milers d'anys, aprox.) | Localització                   | Material                 | Imatge                         |
| Venus d'Hohle Fels       | 35–40                           | Jura de Suàbia, Alemanya       | Ivori de mamut           | Venus de Hohle Fels            |
| Venus de Galgenberg      | 30                              | Baixa Àustria                  | Serpentina               | Venus de Galgenberg            |
| Venus de Dolní Věstonice | 27–31                           | Moràvia, República Txeca       | Ceràmica                 | Venus de Dolní Věstonice       |
| Venus de Lespugue        | 24–26                           | Pirineus                       | Ivori                    | Venus de Lespugue              |
| Venus de Willendorf      | 24–26                           | Baixa Àustria                  | Pedra calcària           | Venus de Willendorf            |
| Venus de Mal'ta          | 23                              | Óblast d'Irkutsk, Rússia       | Ivori                    | Venus de Mal'ta                |
| Venus de Moravany        | 23                              | Moravany nad Váhom, Eslovàquia | Ivori de mamut           | Venus de Moravany              |
| Venus de Brassempouy     | 22                              | Aquitània, França              | Ivori                    | Venus de Brassempouy           |
| Venus de Laussel         | 20                              | Dordonya, França               | Relleu en pedra calcària | Venus de Laussel               |
| Venus de Gönnersdorf     | 11,5–15                         | Alemanya                       | Ivori, banya, os         | Venus figurines de Gönnersdorf |
| Venus de Monruz          | 11                              | Suïssa                         | Atzabeja                 | Venus ode Monruz               |

Altres venus prehistòriques són: la Venus de Berejat Ram, la Venus de Tan-Tan, la Venus de Gavà, del Neolític, la Venus de Savignano i les figuretes de Venus del Petersfels.